# Joaíma
Joaíma es un municipio brasileño del estado de Minas Gerais. Su población estimada en 2007 era de 15.391 habitantes.